# Фюрстенберг, Александр фон
Принц Александр фон Фюрстенберг, при рождении — Александр Эгон Принц цу Фюрстенберг (англ. Prince Alexander von Fürstenberg; род. 25 января 1970) — американский бизнесмен, сын модельеров, принца Эгона фон Фюрстенберга и его жены Дианы фон Фюрстенберг.

## Ранняя жизнь и образование
Родился 25 января 1970 года в Малибу, штат Калифорния, США. Сын модельеров Дианы фон Фюрстенберг (урожденной Халфин) (род. 1946) и принца Эгона фон Фюрстенберга (1946—2004). Его мать происходила из бельгийской еврейской семьи, родом из современных Молдовы и Греции, а отец был наполовину немцем, наполовину итальянцем, сыном немецкого принца Тассило цу Фюрстенберга (1903—1989) из княжеского дома Фюрстенбергов и его первой жены-итальянки Клары Аньелли (1920—2016), старшей сестры председателя правления FIAT Джанни Аньелли. Его родители развелись в 1972 году.
Князь Александр и его сестра, принцесса Татьяна фон Фюрстенберг, выросли в Нью-Йорке. Алекс учился в Университете Брауна, где он получил степень бакалавра искусств в 1993 году.

## Работа
Александр фон Фюрстенберг начал свою карьеру в 1993 году в качестве трейдера в отделе рискового арбитража компании Allen and Company. Теперь он является главным инвестиционным директором Ranger Global Advisors, LLC, семейной компании, которую он основал, которая фокусируется на оппортунистическом инвестировании, основанном на стоимости. Ранее он был соуправляющим и главным инвестиционным директором Arrow Capital Management, LLC, частной инвестиционной компании, ориентированной на глобальные публичные акции. С 2001 года он является главным инвестиционным директором Arrow Investments, Inc., частного инвестиционного офиса, который обслуживает семью Диллер-фон Фюрстенберг.
Фюрстенберг возглавил реструктуризацию Diane von Fürstenberg Studio, LP, глобального бренда роскошного образа жизни, увеличив его годовой доход со 100 миллионов долларов до более чем 200 миллионов долларов. Он остается партнером и директором компании, а также входит в Совет директоров американского интернет-конгломерата IAC.

## Филантропия
Александр фон Фюрстенберг является директором и секретарем семейного фонда Диллера-фон Фюрстенберга, которым управляют он, его мать Диана фон Фюрстенберг, его отчим Барри Диллер, бывший исполнительный директор IAC/InterActiveCorp, и его сестра, принцесса Татьяна фон Фюрстенберг.
Семейный фонд Диллера-фон Фюрстенберга участвует в ряде благотворительных мероприятий в области образования, реформы общин, защиты окружающей среды, исследований заболеваний, ухода за детьми, искусства и гуманитарных наук и прав человека. Фонд также отвечает за два значительных пожертвования Хай-Лайн, Нью-Йоркского городского парка, построенного на фундаменте выведенной из эксплуатации железной дороги Хай-Лайн. Фюрстенберг входит в Совет директоров Наше время, Совет друзей Хай-Лайн и Национальный консультативный совет ACRIA.

## Личная жизнь
Подростком он жил в отеле «Карлайл», двумя этажами ниже владельца магазинов беспошлинной торговли Роберта Уоррена Миллера (род. 1933) и его семьи. Там он познакомился с младшей дочерью Миллера Александрой (род. 1972), которая была на три года младше его. Они поженились 28 октября 1995 года на католической церемонии в церкви св. Игнатия Лойолы.
У них родилось двое детей: 
- Талита Наташа (род. 7 мая 1999)
- Тассило Эгон Максимилиан (род. 26 августа 2001), названный в честь своего прадеда по отцовской линии.

В 2002 году они расстались, а позже развелись.
Позже Александр он объявил о своей помолвке с дизайнером Али Кэй.
У пары двое детей: 
- Леон (род. июль 2012 года).
- Вито (род. июнь 2020 года) [5].